# 糧食粉

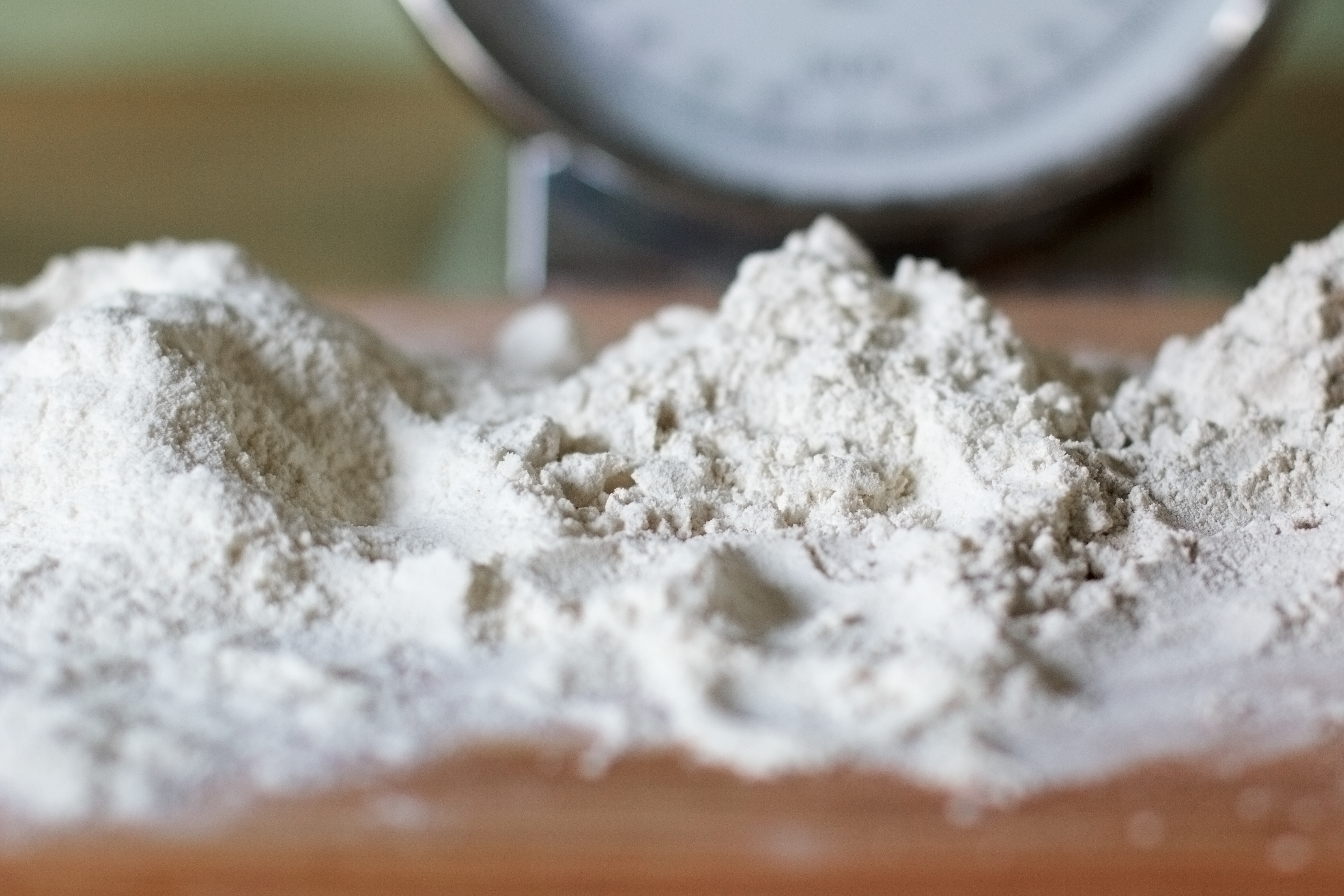
小麥麵粉以及裸麥麵粉，從左到右分別是Type 550型小麥麵粉（多用途麵粉）、Type 1050型小麥麵粉（頭等凈粉、Type 1150型裸麥麵粉

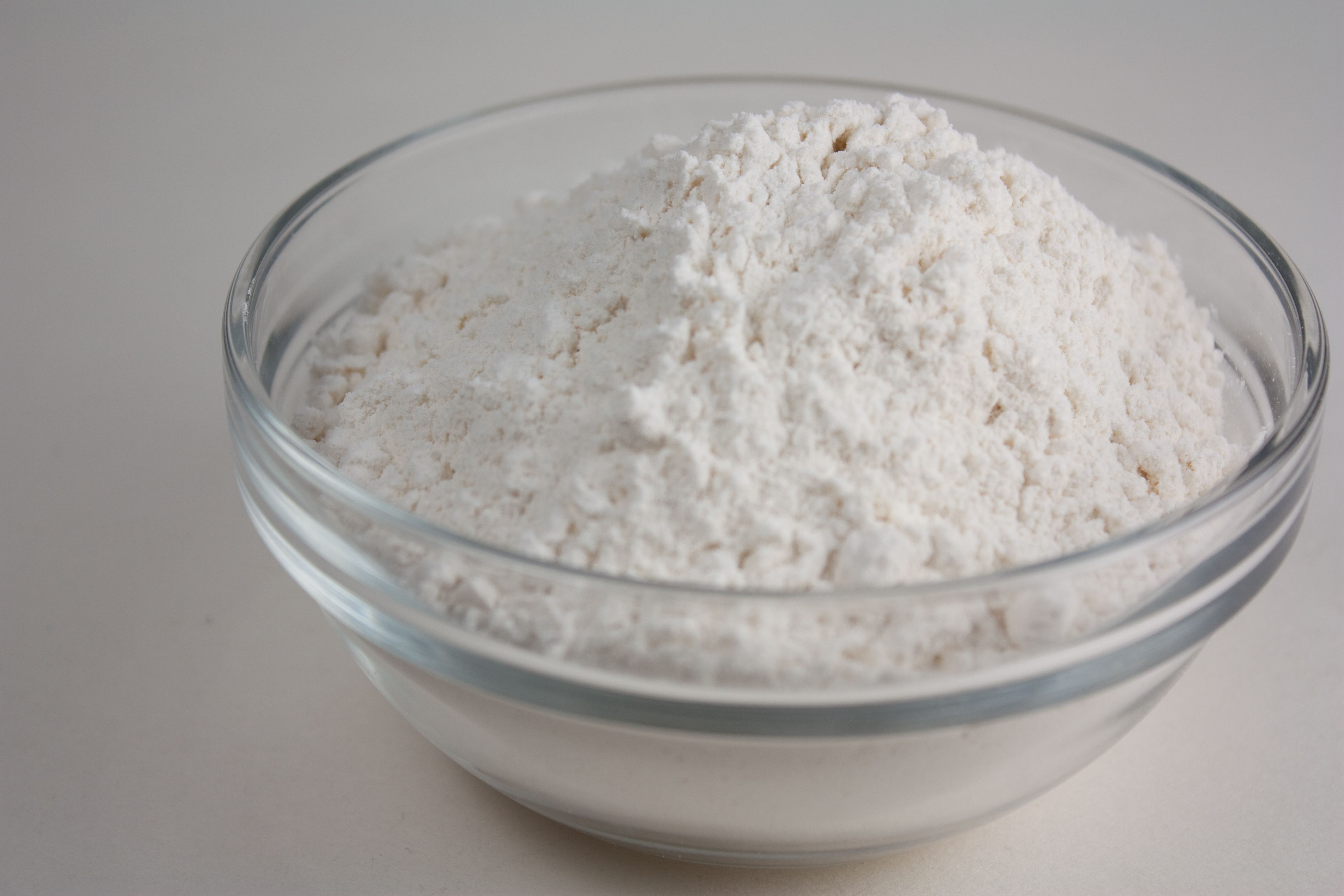
多用途麵粉

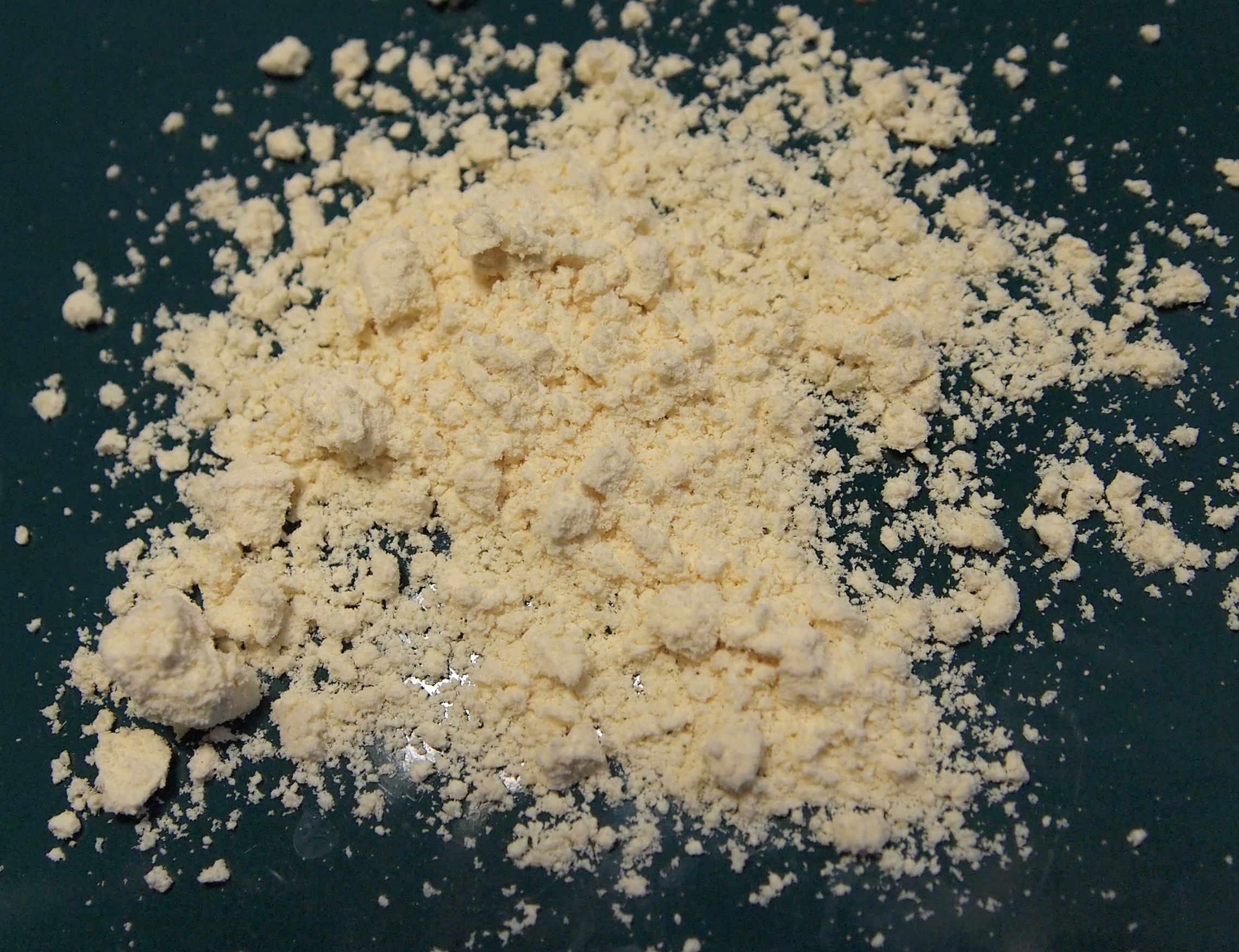
烤大豆粉

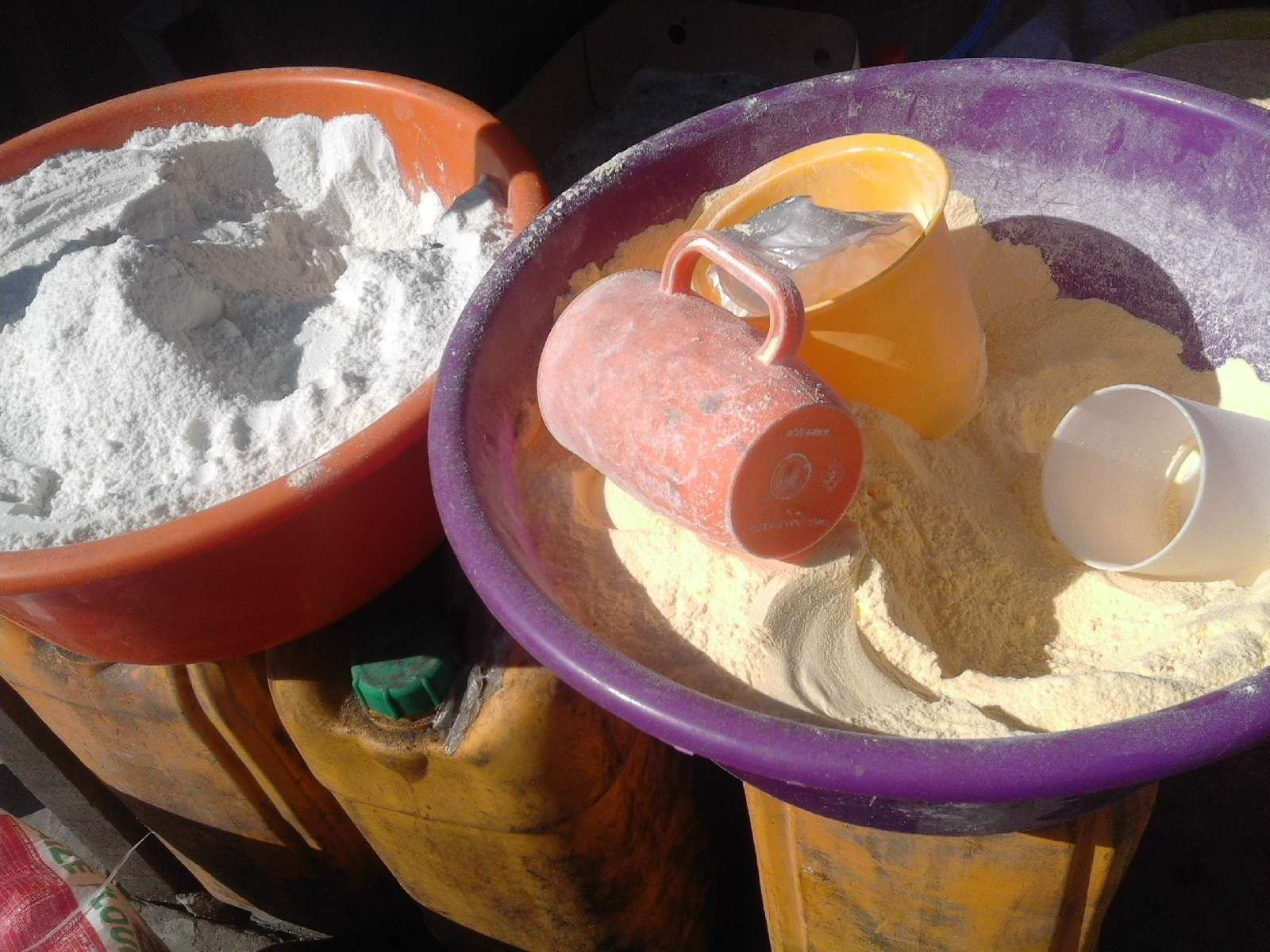
木薯粉（圖左）及玉米粉（圖右）

粮食粉是由生的穀物、根菜類蔬菜、豆类、坚果或是種子研磨而成的粉末，可用來製作許多不同的食物。穀粉是穀物製成的粮食粉，可能包括穀物的胚乳、胚芽及麩皮，也可能只用其中的胚乳。
由小麥製成的麵粉是最常見的穀粉，也是大多數麵包的主要成份，而麵包也是許多不同文化下的主食。此外，玉米粉自古就是中部美洲菜餚中重要的一部份，現今也是美洲的主食之一。裸麥粉則是中歐用來代替麵粉的材料之一。因此在歷史上，是否可以提供足夠的食用粉就是政府重要的經濟以及政治問題。
| 原料         | 名稱                           | 用途、備註                                 |
| ------------ | ------------------------------ | ------------------------------------------ |
| 小麥         | 麵粉、澄粉（無筋麵粉）         | 適合西點麵食製作。                         |
| 馬鈴薯       | 太白粉、生粉                   | 適合勾芡和醃食物，湯汁放涼後會還水變稀。   |
| 玉米         | 玉米澱粉、玉米麵粉、粟粉、生粉 | 適合西點製作、勾芡，湯汁放涼後依然濃稠。   |
| 番薯         | 地瓜粉、蕃薯粉                 | 顆粒較為粗糙，適合油炸。                   |
| 木薯         | 樹薯粉、木薯粉（太白粉）       | 泰國木薯粉有時被當成地瓜粉或太白粉。       |
| 蓮藕         | 蓮藕粉                         | 製作藕粉羹、蒸藕粉。                       |
| 其他食用粉類 |                                |                                            |
| 稻米         | 糯米粉、在來米粉               | 製作湯圓、年糕                             |
| 紅藻         | 洋菜粉                         | 製作果凍。非單純由葡萄糖聚合而成之澱粉類。 |
| 海藻類       | 果凍粉                         | 製作果凍。非單純由葡萄糖聚合而成之澱粉類。 |
| 蒟蒻         | 蒟蒻粉                         | 製作蒟蒻。非單純由葡萄糖聚合而成之澱粉類。 |

## 來源
- The Bread and Flour Regulations 1998, United Kingdom 的存檔，存档日期2006-02-21.

此文包含已处于公有领域的1911年版《The Grocer's Encyclopedia》中的文字。

## 外部連結
- . . 1905.
- Flourworld Museum （页面存档备份，存于）